# Сиамо-бирманские войны (1568—1570)
Сиамо-бирманские войны (1568—1570) — военные конфликты между Королевством Аютия (Сиам) и Бирманским Королевством, которые завершились падением Аютии в 1569 году.

## Первая сиамо-бирманская война (1549—1550)
До середины XVI века в Бирме не было централизованной власти, государство находилось в раздробленном состоянии. Сиамские короли не воспринимали Бирму как опасного противника. В 1540-е годы Бирма переживала расцвет: новый король Табиншветхи объединил южные и центральные районы Бирмы. Табиншветхи понимал, что бирманские военные отряды уступают в силе Королевской армии Аютии, поэтому необходимо было выждать момент нападения на страну. В 1549 году в Сиаме в результате дворцового переворота к власти приходит новый король Маха Чакрапат. Войска Табиншветхи вторглись в Сиам, подошли к столице Королевства. В течение 4 месяцев бирманцы пытались взять Аютию. В одном из сражений король Сиама Маха Чакрапат попал в засаду, но его жена Суриотай и дочь спасли отца от гибели. На четвёртый месяц осады у бирманцев закончилось продовольствие. Воспользовавшись ослаблением противника, зять короля Сиама Маха Таммарача вышел в наступление на отряды бирманцев. Бирманцы отступили, но им удалось взять в плен Маха Таммарачу и принца Рамесуана, старшего сына короля Сиама. В обмен на королевских особ Табиншветхи потребовал у короля Сиама двух белых слонов и пропуск к сиамской границе.

## Вторая сиамо-бирманская война (1563—1564)
В 1550-е годы Сиам усиленно готовится к будущим наступлениям Бирмы. В 1550 году по приказу короля вокруг Аютии сооружаются кирпичные стены, увеличивается военно-морской флот, в сиамских джунглях активно отлавливаются слоны для армии.
Табиншветхи умирает. В Бирме новый правитель — Байиннаун. К 1555 году Байиннаун восстанавливает централизованную власть в государстве, захватывает Чиангмай. В 1563 году Байиннаун, готовый к наступлению на Сиам, требует у Маха Чакрапата подарить ему двух белых слонов. Король Сиама отказывается. Байиннаун собирает войско и идет к границам Сиама. Так начинается вторая сиамо-бирманская война.
Ещё в 1563 году Лаос и Сиам заключают военный союз против Бирмы. Тем не менее, соседи Сиама понимали, что в этой войне с большей вероятностью победит Бирма, и не хотели подвергать опасности собственные земли. По этой причине Сиам оказался в политической изоляции. В королевском совете было принято решение как можно скорее прекратить войну. В 1564 году между Бирмой и Сиамом было заключено мирное соглашение, согласно которому Сиам обязан ежегодно отправлять в Бирму 30 слонов и 180 кг серебра. Кроме того, Бирма получила 4 белых слона, а также взяла в заложники наследного принца Рамесуана, первого министра и первого генерала Сиама. Главной потерей для сиамского правительство стала независимость бывшего королевства Сукотай, северного района Сиама, который управлялся зятем короля Сиама Маха Таммарачей.

## Третья сиамо-бирманская война (1568—1569)
В 1568 году Маха Таммарача отправляется в Бирму, чтобы получить статус вассала. В это время аютийцы похищают жену Таммарачи. Это стало предлогом для третьей сиамо-бирманской войны. В 1568 году бирманцы осаждают Аютию. Король Маха Чакрапает умирает, на сиамский трон вступает его сын — Махин. В 1569 году, используя бывшего первого министра Сиама Пья Чакри (который находился в плену в Бирмы) в качестве «троянского коня», Бирма пробивает оборону Аютии. Бирманцы захватывают, грабят и разрушают Аютию. В городе остается около 10 тысяч жителей, остальные 90 тысяч были угнаны в плен или убиты бирманцами.
В «новом» государстве королем становится зять Маха Чакрапата Маха Таммарача, в стране устанавливаются бирманские законы. Маха Таммарача исполняет все приказы бирманцев, поскольку его сын, наследник Наресуан, в плену у врага.

## Освобождение Аютии
В 1580-е годы в Бирме начинаются мятежи. В 1584 году Наресуан, пользуясь отсутствием централизованной власти в Бирме, провозглашает независимость Сиама и начинает наступление на бирманские границы.